# سنگ‌نگاره پیردین
سنگ نگاره پیردین مربوط به سده‌های متاخر دوران‌های تاریخی پس از اسلام است و در شهرستان سرباز، بخش سرباز، دهستان سرباز، غرب روستای پیردین واقع شده و این اثر در تاریخ ۲۷ اسفند ۱۳۸۶ با شمارهٔ ثبت ۲۲۷۴۸ به‌عنوان یکی از آثار ملی ایران به ثبت رسیده است.